# Società di Maria Riparatrice
La Società di Maria Riparatrice (in latino Institutum a Maria Reparatrice) è un istituto religioso femminile di diritto pontificio: le suore di questa congregazione pospongono al loro nome la sigla S.M.R.

## Storia

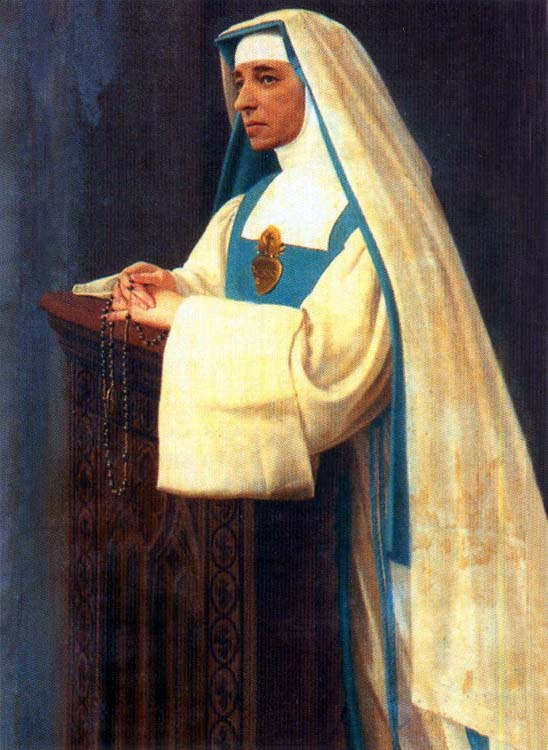
Émilie d'Oultremont, fondatrice dell'istituto, con l'abito della sua congregazione

La Società venne fondata dalla nobildonna Émilie d'Oultremont (1818-1878): madre di quattro figli, vedova all'età di 27 anni, la d'Oultremont ebbe per la prima volta l'ispirazione abbracciare la vita religiosa l'8 dicembre 1854, giorno della proclamazione del dogma dell'Immacolata Concezione di Maria. Non trovando una congregazione dedita all'adorazione eucaristica in spirito di riparazione, decise di dare inizio a un nuovo istituto e il 21 novembre 1855, con l'aiuto dei gesuiti Georges Petit e Frédéric Studer, aprì a Parigi il primo postulandato.
Nel giugno del 1856, tramite il cardinale Costantino Patrizi Naro, chiese alla Santa Sede l'approvazione dell'istituto ma, poiché non esistevano ancora case aperte con l'approvazione del vescovo locale, si rivolse all'arcivescovo di Strasburgo Andreas Räß affinché acconsentisse all'erezione di una casa nella sua diocesi: il 1º maggio 1857 a Strasburgo ebbe luogo la vestizione religiosa della fondatrice e delle sue prime compagne ed ebbe formalmente inizio la nuova congregazione. Il 2 maggio 1858 si ebbe l'emissione dei primi voti da parte della fondatrice (che adottò il nome di Maria di Gesù) e di dieci sue compagne.
La Società di Maria Riparatrice conobbe un'immediata e rapida diffusione: nel 1860 vennero aperte le prime filiali in India (dove, da un ramo separatosi dalla congregazione, ebbero origine le Suore Francescane Missionarie di Maria di Hélène de Chappotin de Neuville), poi altre in Francia e nei suoi domini, in Belgio, Inghilterra e Spagna (dove, da un'altra costola dell'istituto, sorsero le Ancelle del Sacro Cuore di Gesù di Rafaela Porras y Ayllón).
L'istituto ottenne il pontificio decreto di lode il 27 giugno 1863; venne approvato il 1º ottobre 1869 e le sue costituzioni il 18 aprile 1883.
La fondatrice è stata beatificata a Roma da papa Giovanni Paolo II 12 ottobre 1997.

## Attività e diffusione
La missione delle suore della Società di Maria Riparatrice è quella di "consacrarsi totalmente con Maria alla riparazione delle offese fatte a Dio e del male causato agli uomini dal peccato": le religiose si dedicano al culto eucaristico, agli esercizi spirituali, alla catechesi e ad altre opere di evangelizzazione.
L'abito dato nel 1855 alle sue suore era ispirato a quello delle visitandine di Parigi ma se ne differenziava per colore: era costituito da vestito bianco a pieghe con maniche larghe e lunghe, scapolare blu cielo, cintura blu, soggolo e banda sulla fronte in tela bianca; sul capo indossavano un velo blu cielo sotto un altro, più chiaro, lungo quasi fino ai piedi; sul petto portavano un cuore d'argento con la scritta Tota pulchra es Maria e, al fianco, la corona del rosario. Negli anni ottanta l'abito è stato sostituito da un vestito intero o da un tailleur bianco e blu.
Sono presenti in Europa (Belgio, Francia, Irlanda, Italia, Paesi Bassi, Regno Unito, Spagna, Svezia), nelle Americhe (Canada, Colombia, Guatemala, Messico, Panama, Perù, Stati Uniti d'America) e in Africa (Repubblica Democratica del Congo, Kenya, Madagascar, Mauritius, Uganda); la sede generalizia è presso la chiesa di Santa Croce e San Bonaventura alla Pilotta a Roma.
Al 31 dicembre 2008 la congregazione contava 722 religiose in 100 case.